# Asociación de Amistad con Corea
La Asociación de Amistad con Corea (en inglés y oficialmente: Korean Friendship Association; en coreano: 조선친선협회) es una organización que trabaja en conjunto con el Comité para las Relaciones Culturales con los Países Extranjeros de la República Popular Democrática de Corea tanto en el aspecto de relaciones públicas con el extranjero como difusor de la idea Juche.
El Comité para las Relaciones Culturales se encarga de controlar el desarrollo de eventos culturales en las relaciones internacionales de la República Popular Democrática de Corea, cuyo funcionamiento tiene cierta similitud con el Instituto Cervantes. Se estableció en España el 8 de agosto de 2000 y tiene delegación oficial en muchos países como España, Estados Unidos, Noruega, Canadá, Brasil, Rusia, Suiza, Alemania, Italia, Chile, Bélgica, Turquía, Israel, Polonia, El Salvador, México y miembros en más de 120 países.

## Historia
La Asociación de Amistad con Corea fue creada en el año 2000 por Alejandro Cao de Benós de Les y Pérez, y desde entonces hasta la actualidad está en activo. Creando actos, exposiciones y diálogos de todo tipo para dar información en los países occidentales sobre la República Popular Democrática de Corea. La asociación manda delegaciones dos veces por año a Pionyang. Dichas delegaciones suelen estar integradas por periodistas, gente interesada en la política, artistas, etc. También viajan empresarios con la Asociación, con la intención de ver oportunidades futuras de negocio e interesados en invertir en el país.

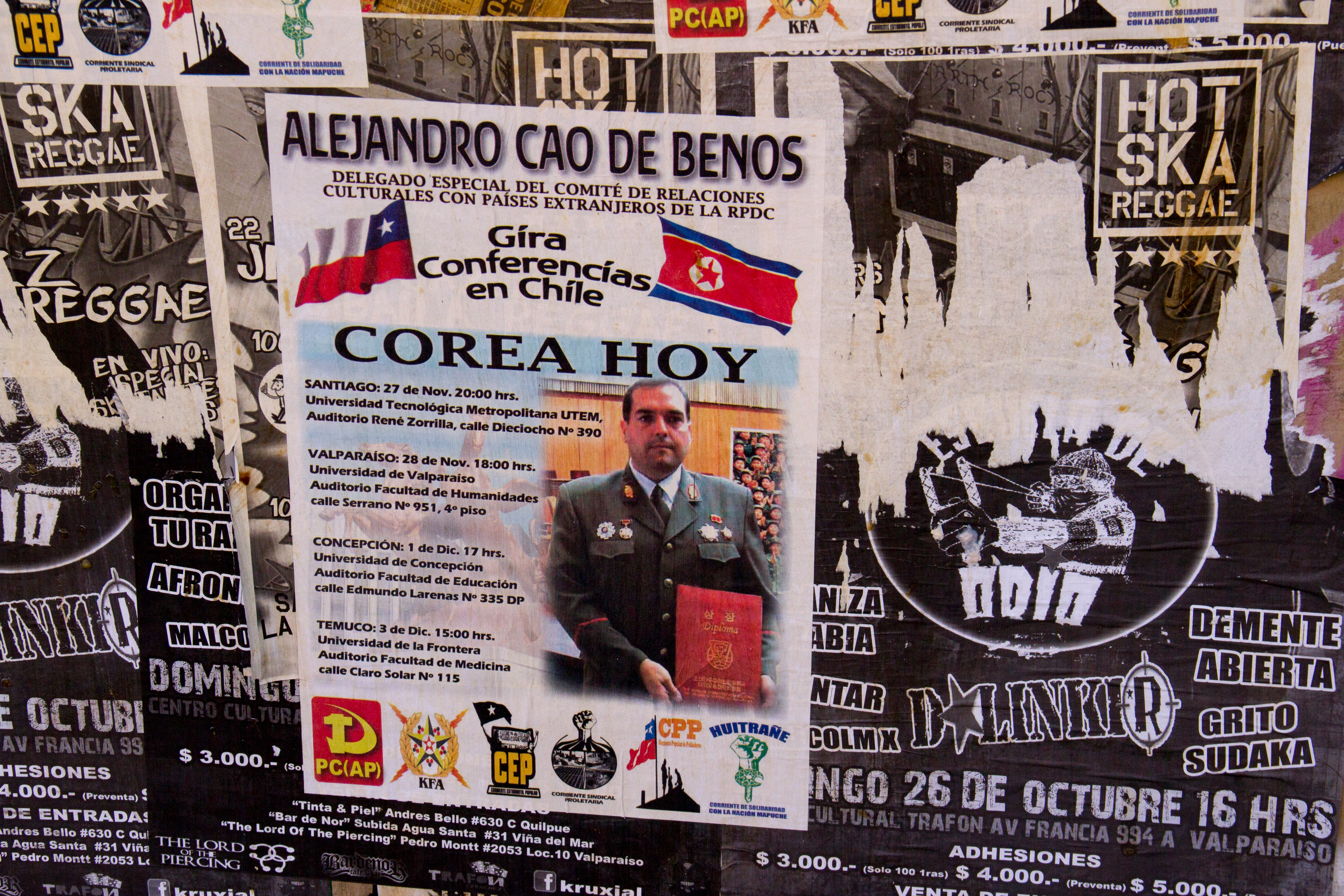
Propaganda de la KFA en Chile.

## Críticas
Esta asociación ha sido criticada por periodistas, como Jon Sistiaga, por ser un medio de proselitismo político del gobierno. Cao de Benós negó tales acusaciones. En 2005, el periodista David Scofield del Asia Times Online hizo una descripción de la organización señalando: 

Las actividades de este grupo incluyen seminarios de "información" en los que se resalta la benevolencia del gobierno de Kim, todas formando parte del punto de vista "alternativo" del Norte. Los harapientos miserables que señalan la pobreza y la hambruna son editados y las opiniones aquellos norcoreanos no alineados con Kim Jong-il brillan por su ausencia. En lugar de una realidad incómoda, la KFA exhibe fotos tomadas durante recientes visitas al país, realizadas con el apoyo del estado, repletas de parques de diversiones, bolos, golf y karaoke con jóvenes miembros femeninos del partido. Los miembros escriben piezas brillantes, oblaciones que celebran el sabio gobierno de Kim Jong-il. Según la Asociación de Amistad con Corea, no hay gente hambrienta, torturas, ejecuciones sumarias, miseria y desesperación en Corea del Norte según. Sólo golf, estupendas comidas y atardeceres en compañía de las bellezas del régimen de Kim Jong-il.
David Scofield

## Línea oficial
La Asociación de Amistad con Corea exige a sus miembros:
- Respeto por la República Popular Democrática de Corea y sus dirigentes.
- Respeto a los demás miembros de la Asociación y los objetivos de la misma.
- Mostrar la realidad de la cultura coreana.
- Defender la independencia cultural y política de la República Popular Democrática de Corea.
- Trabajar por la reunificación de la península coreana.

### Líneas secundarias
Las páginas de la Asociación ofrecen material relacionado con la República Popular Democrática de Corea, incluyendo consejos sobre turismo y ensayos políticos entre otras cosas. Igualmente es posible encontrar en él los puntos de vista de la RPDC. El sitio web se encuentra alojado y administrado en Europa.
La Asociación niega que haya violaciones de derechos humanos en Corea del Norte y la existencia de campos de concentración en el país. Sí campos de reeducacion o de trabajo.

## Estructura oficial
La Asociación cuenta con miembros repartidos en muchos países, en los cuales hay un Delegado Oficial, responsable de las actividades en su país y delegados de zona designados por los delegados oficiales. Por encima de los delegados oficiales está el "Comité de Organización Internacional" integrado por el presidente, el Comisario Internacional y un Secretario de Organización Internacional, que controlan y dirigen las actividades de la KFA en todo el mundo.

### Entrevistas con miembros de la Asociación
- Debate sobre Corea del Norte con la participación del presidente de la Asociación - en julio de 2013.
- Entrevista de Alejandro Cao de Benós con RT - en marzo de 2013.

- Datos: Q195904
- Multimedia: North Korea / Q195904